# Ministerio de la Seguridad del Estado (Unión Soviética)
El Ministerio de la Seguridad del Estado o MGB (en ruso: Министе́рство госуда́рственной безопа́сности СССР (МГБ), Ministerstvo gosudarstvennoy bezopasnosti SSSR (MGB)) fue el nombre del aparato de seguridad estatal soviético que se ocupaba de cuestiones de seguridad interna y externa: funciones de policía secreta, inteligencia y contrainteligencia nacional e internacional, etc., de 1946 a 1953.

## Orígenes del MGB
El MGB fue solo una de las muchas encarnaciones del aparato de seguridad del Estado soviético. Después de la revolución, los bolcheviques montaron una fuerte policía política o fuerza de seguridad para apoyar y controlar su régimen. Durante la Guerra civil rusa, la Checa estuvo en el poder, cediéndolo al Directorio Político del Estado (GPU) en 1922 después de que terminaran los combates. El GPU y su continuación desde 1923, el OGPU pasó a llamarse, en 1934, Comisariado del Pueblo para Asuntos Internos (NKVD) . Desde mediados de la década de 1930 y hasta la creación del KGB, este 'órgano de seguridad del Estado' se reorganizó y se renombró varias veces según las necesidades y temores de la jefatura.
En 1941, la función de seguridad del estado se separó del NKVD para convertirse en el Comisariado del Pueblo para la Seguridad del Estado (NKGB), solo para volver a integrarse unos meses después durante la invasión nazi de la Unión Soviética. En 1943, el NKGB se convirtió, una vez más, en una organización independiente en respuesta a la ocupación soviética de partes de la Europa del Este. El SMERSH, derivado anecdóticamente de una frase traducida como 'Muerte a los espías', fue diseñado para ser una unidad de contrainteligencia dentro del Ejército Rojo para asegurar la lealtad del personal del ejército. Tras el final de la guerra, tanto el NKVD como el NKGB se convirtieron en ministerios: Ministerio del Interior (MVD) y Ministerio de Seguridad del Estado (MGB). Los ministerios MVD y MGB se fusionaron nuevamente en marzo de 1953, después de la muerte de Stalin, orquestados por el estalinista Lavrenti Beria, que más tarde, sería depuesto y ejecutado, por la lucha de poder contra la nueva dirección política. El KGB (Comité para la Seguridad del Estado) asumió el papel del NKGB/MGB y, en 1954, se separó del reformado MVD.

## Funciones del MGB
El MGB esencialmente heredó la función de 'policía secreta' del antiguo NKVD, realizando espionaje y contraespionaje, además de llevar a cabo una política de supervisión y vigilancia para mantener el control y evitar la deslealtad. Después de la Segunda Guerra Mundial, el MGB se utilizó para poner bajo control y dominio soviético al Bloque del Este. Impuso una rígida conformidad en los estados satélites de Europa del Este e infiltró y destruyó a grupos anticomunistas, antisoviéticos o independientes.
La protección, vigilancia y supervisión de la Unión Soviética recayó en esta nueva agencia, como principal responsable de la seguridad de la Unión. El MGB dirigió redes de espionaje en el país y en el extranjero, y también organizó contrainteligencia tanto nacional como extranjera. Asimismo, eran responsables de hacer cumplir las normas de seguridad, vigilar y censurar la información que salía o ingresaba en la Unión y supervisar la gran mayoría de la vida soviética, incluida la implantación y organización de agentes para rastrear y monitorizar la opinión pública y la lealtad. Adicionalmente se encargaba de garantizar la seguridad de importantes funcionarios gubernamentales y del Partido Comunista de la Unión Soviética.
El MGB, por encima de todo, fue una organización de seguridad y, como tal, estaba diseñada para las vigilancias y supervisiones encubiertas y clandestinas. El aparato de inteligencia pudo impregnar todos los niveles y ramas de la administración estatal, con agentes incrustados en granjas colectivas, fábricas y gobiernos locales, así como en todo el nivel superior y las bases de la burocracia soviética. Cada departamento dentro del gobierno también tenía su propio supervisor oficial, una 'Sección especial' atendida por el MGB para controlar y vigilar a los empleados, y para asegurar cualquier ausencia de deslealtad.
El Ministerio conservó un alto nivel de autonomía y una notable libertad de operación dentro del sistema soviético, ya que la agencia solo era responsable ante el Comité Central. Los agentes del MGB tenían el poder de arrestar y sentenciar a los opositores al recibir la aprobación de una autoridad superior, una cláusula que a menudo es ignorada. El Consejo Especial del Ministerio de la Seguridad del Estado (OSO) condenaba a los detenidos acusados de cometer delitos políticos, incluido el espionaje, y podría desterrarlos de ciertas áreas, o de la propia URSS. En los últimos años de Stalin, entre 1945 y 1953, más de 750.000 ciudadanos soviéticos fueron arrestados y castigados. Muchos de los arrestos realizados por el MGB se basaron en pruebas endebles o inventadas, sobre todo con la 'sospecha de espionaje' (podozreniye shpionazha, o PSh). Dado que en muchos casos era imposible probar las actividades de espionaje o incluso la intención de espiar, el caso se basaba en la 'sospecha de espionaje', lo que hacía imposible la absolución del detenido.

## Estructura
La estructura general del MGB es muy similar tanto a la organización de la que proviene, el NKGB, como a la organización que le siguió, el KGB.
El MGB estaba compuesto por varios departamentos o directorios con un propósito específico dentro de la organización.

### Departamentos principales

#### Primer Directorio Principal
El Primer Alto Directorio era responsable de la inteligencia extranjera. Mantenía la vigilancia sobre la 'colonia soviética' (SK — Sovetskaya koloniya), es decir, el personal de las agencias diplomáticas soviéticas, comerciales, técnicas, culturales y otras agencias que funcionaban en el extranjero. También buscaba infiltrarse en organismos gubernamentales extranjeros, empresas, organismos públicos, plantas industriales sensibles, instituciones culturales y educativas, etc., colocando agentes del MGB en puestos estratégicos para la recogida y análisis de inteligencia y posibles acciones encubiertas.
En 1947, el GRU (inteligencia militar) y el primer directorio principal del MGB se combinaron en la agencia de inteligencia extranjera de reciente creación, el Comité de Información (KI), bajo el control de Viacheslav Mólotov, en un intento de racionalizar las necesidades de inteligencia del Estado. En 1948, el personal militar del KI fue devuelto al GRU. Las secciones del KI que se ocupaban del nuevo Bloque del Este y los emigrados soviéticos fueron devueltas al MGB ese mismo año. En 1951, el KI volvió al MGB, como Primer Directorio Principal del Ministerio de Seguridad del Estado.

#### Segundo y Tercer Directorios Principales
El Segundo Directorio Principal se centró en la contrainteligencia interna y actuó como una fuerza policial política y de seguridad interna. El objetivo de este departamento era combatir las operaciones de inteligencia extranjera dentro de la URSS y sus territorios. Trabajó principalmente en el interior del país para combatir el espionaje extranjero y para estudiar las formas y métodos utilizados por los servicios de inteligencia extranjeros en el territorio de la URSS. El trabajo que realizó en el exterior tuvo como objetivo organizar la inteligencia técnico-operativa, es decir, la investigación de las formas, métodos de trabajo y regulaciones de los órganos de inteligencia, contrainteligencia, policiales y administrativos de los países extranjeros.
El Tercer Directorio Principal se ocupaba de la contrainteligencia militar. Llevaba a cabo muchas de las tareas del SMERSH, al que absorbió, puesto que realizaba la vigilancia política de las fuerzas armadas. Se basaba en gran medida en la Sección Especial del Ejército para garantizar la lealtad de los soldados y oficiales. Los operativos del MGB se utilizaban para supervisar al personal y la acción diaria, así como para realizar operaciones de contrainteligencia.

#### Quinto Directorio Principal
El Quinto Directorio Principal se desarrolló a partir de la Administración Política Secreta Principal. Era responsable de regular y reprimir la disidencia real o imaginaria dentro del aparato del partido y la sociedad soviética. Implicó supervisar casi todos los aspectos de la vida soviética, incluida la intelectualidad, la burocracia, las agencias administrativas generales, las organizaciones culturales, las instituciones educativas e incluso el propio aparato del partido. Investigaban la confiabilidad política de toda la población de la Unión Soviética, con especial atención en el partido y al aparato soviético, hasta los más altos jefes del partido y del gobierno. También supervisaban en secreto la actividad de todo el aparato administrativo y económico del estado y todas las organizaciones científicas, públicas, eclesiásticas y de otro tipo. El objetivo era buscar 'desviaciones de la línea general', 'inclinaciones de oposición' dentro del partido para descubrir y eliminar el 'nacionalismo burgués' en los satélites soviéticos, es decir, los movimientos antisoviéticos bajo la apariencia de nacionalismo.

### Departamentos menores

#### Cuarto Directorio
Al comienzo del MGB, el Cuarto Directorio fue diseñada como una fuerza proto-terrorista para combatir la clandestinidad antisoviética, las formaciones nacionalistas y los elementos hostiles. Sin embargo, Víktor Abakúmov disolvió este departamento en 1946, aunque mantuvo a los principales agentes en un grupo de Servicio Especial para que pudieran continuar con el mismo patrón de violencia por el que se conocía al Cuarto Directorio. El grupo también se disolvió finalmente en 1949. Tras la eliminación del Cuarto Directorio como grupo terrorista, el departamento pasó a Seguridad en el Transporte, siendo responsable de la preparación y seguridad de la movilización y el transporte. El departamento también era responsable de las operaciones de vigilancia y contrainteligencia dentro de sus programas de transporte.

#### Sexto Directorio
Este departamento fue una organización de corta vida, diseñado para recopilar y procesar la inteligencia de señales, o SIGINT. El departamento estaba compuesto inicialmente por el Quinto Directorio del NKGB (responsable de las comunicaciones en tiempo de guerra) y un departamento de criptografía independiente, el Segundo Departamento Especial. Sin embargo, este Directorio competía con otra organización de comunicaciones mejor financiada, el Departamento 'R', que estaba especializado en radio contrainteligencia. El Sexto Directorio fue disuelto en 1949, y sus recursos y personal fueron absorbidos por el Departamento de Servicios Especiales (GUSS), una rama de seguridad de la información y criptoanálisis del Comité Central.

#### Administración económica
Conocida como la División 'K', esta organización supervisaba la economía y dirigía la contrainteligencia económica y la seguridad industrial. Les preocupaba la implementación de programas y requisitos de seguridad, así como la supervisión y seguimiento de los trabajadores, lo que los llevaba a hacer un uso extensivo de las Secciones Especiales dentro de las organizaciones estatales y locales.

#### Segunda Administración Especial
A veces llamada Séptimo Directorio, esta sección era responsable de proporcionar las herramientas, técnicas y mano de obra para adaptarse a las necesidades de vigilancia física del MGB. Ofrecían instalaciones, dispositivos y metodología para ayudar con las demandas de los departamentos de inteligencia. Podían realizar vigilancia al aire libre (seguimiento) y fotográfica, además de pinchar las líneas telefónicas, monitorear conversaciones en habitaciones a través de micrófonos ocultos y examinar el correo de manera encubierta. También tenían secciones dedicadas a códificación, criptografía y cifrados.

#### División para la Protección de los Líderes
También conocida como Directorio de Guardias, eran los encargados de la seguridad personal de los principales funcionarios del partido. La división proporcionaba la seguridad personal a los miembros y suplentes del Presídium del Comité Central, los ministros de la URSS y sus diputados, los secretarios del Comité Central y altos cargos nombrados específicamente. También tenía a su cargo la vigilancia de importantes dependencias e instalaciones de la propia policía secreta.
Varios de los altos funcionarios de este departamento estuvieron implicados en el denominado complot de los médicos, lo que demuestra la desconfianza y las continuas sospechas dentro del propio aparato de seguridad soviético.

## Lista de ministros
| n.º | Ministro | Ministro                                    | Partido | Partido           | Periodo                                 | Gabinete      |
| --- | -------- | ------------------------------------------- | ------- | ----------------- | --------------------------------------- | ------------- |
| 1   |          | Vsévolod Merkúlov (1895–1953)               |         | Partido Comunista | 22 de marzo de 1946 - 7 de mayo de 1946 | Stalin II     |
| 2   |          | Víktor Abakúmov (1908–1954)                 |         | Partido Comunista | 7 de mayo de 1946 - 14 de julio de 1951 | Stalin II–III |
| -   |          | Serguéi Ogoltsov (1900–1976) (en funciones) |         | Partido Comunista | 14 de julio de 1951-9 de agosto de 1951 | Stalin III    |
| 3   |          | Semión Ignátiev (1904–1983)                 |         | Partido Comunista | 9 de agosto de 1951-5 de marzo de 1953  | Stalin III    |

## Mayores campañas
- Caso de Leningrado
- Caso mingreliano
- Operación Norte
- Noche de los Poetas Asesinados
- Complot de los médicos

## Operaciones de inteligencia
- Orquesta Roja
- Los cinco de Cambridge

## En la cultura popular
- En la novela del escritor inglés Tom Rob Smith, El niño 44, la primera de la trilogía de Leo Demidov, Demidov es un agente de alto grado del MGB.
- La película de 2015, bajo la dirección de Daniel Espinosa, El niño 44 está basada en la novela anterior, donde el agente Leo Demidov está interpretado por Tom Hardy.